# Emperor's New Clothes
«Emperor's New Clothes» —en español: Las nuevas ropas del Emperador—, es un sencillo de la banda estadounidense Panic! at the Disco, perteneciente a su álbum Death of a Bachelor. Fue lanzado el 21 de octubre de 2015 a través Fueled by Ramen y Decaydance Records. La canción fue escrita por Brendon Urie, Jake Sinclair, Lauren Pritchard, Sam Hollander y Dan Wilson. El video musical fue subido a YouTube el mismo día de su lanzamiento.

## Video musical
El video musical fue subido a la cuenta oficial de Fueled by Ramen en YouTube el 21 de octubre de 2015. Fue dirigido por Daniel "Cloud" Campos, también productor y director del sencillo This Is Gospel (2013), del álbum Too Weird to Live, Too Rare to Die!. El video continúa la historia descrita en This is Gospel, y se muestra la transición de Urie desde su muerte hasta que su alma va a parar al infierno y se convierte en un demonio, un símbolo maligno y con ansias de poder.
El sencillo fue nombrado como Video del Año en la encuesta de la revista Rock Sound de 2015. En febrero de 2017, el video superó las 106 millones de visitas, lo que lo convierte en el video más visto de Death of a Bachelor y el tercero en la historia de Panic! At The Disco, después del de su hit "I Write Sins Not Tragedies" del álbum debut de la banda, "A Fever You Can't Sweat Out" y "High Hopes" de su último álbum "Pray For The Wicked.

## Posicionamiento en listas
| Lista                | Posición |
| -------------------- | -------- |
| US Billboard Hot 100 | 68       |
| US Hot Rock Songs    | 5        |